# تشيت نيكولز جونيور
تشيت نيكولز جونيور (بالإنجليزية: Chet Nichols, Jr.) هو لاعب كرة قاعدة أمريكي، ولد في 22 فبراير 1931 في بوتكيت في الولايات المتحدة، وتوفي في 27 مارس 1995 في لينكولن في الولايات المتحدة.

## وصلات خارجية
- تشيت نيكولز جونيور على موقع دوري كرة القاعدة الرئيسي (الإنجليزية)
- تشيت نيكولز جونيور على موقعبيزبول رفرنس.كوم (الدوري الرئيسي) (الإنجليزية)
- تشيت نيكولز جونيور على موقعبيزبول رفرنس.كوم (الدوري الثانوي) (الإنجليزية)